# Şaban Özdoğan
Şaban Özdoğan (født 14. marts 1990) er en dansk tidligere fodboldspiller, der i sin karriere spillede for F.C. København og herefter for BK Avarta, Svebølle B&I, Holbæk B&I og Ishøj IF. Özdogan spillede endvidere en række kampe for de danske ungdomslandshold. 

## Karriere
Özdogan begyndte at spille på ungdomsholdet i Kjøbenhavns Boldklub (KB). Han gjorde sin debut for det danske U-16 landshold i januar 2006, og spillede to kampe for holdet og scorede et mål. I september 2006, han blev kaldt op til det danske U-17 landshold.
Ved årsskiftet 2007 blev han forfremmet til KBs senior trup, to år før tid, sammen med Mads Laudrup. I sommerferien 2009 blev Özdogan forfremmet til FC Københavns førsteholdstrup sammen med Thomas Delaney. Han opnåede 6 superligakampe for FC Københavns førstehold, og spillede endvidere i Pokalturneringen (3 kampe) samt Royal League, Europa League og Champions League (1 kamp hver).
Özdogan havde imidlertid vanskeligt ved at opnå fast spilletid for FCK, hvorfor kontrakten blev ophævet ved udgangen af 2011. Efter i en periode at have været klubløs opnåede Özdogan i april 2012 kontrakt med 2. divisionsklbubben Avarta. Her spillede han resten af sæsonen 2011/12, hvorefter han skiftede til Svebølle. Han skiftede i sommeren 2015 til Holbæk B&I, der dog ikke forlængede i sommerpausen 2016. Herefter blev han tilknyttet barndomsklubben Avarta og herefter fra 2020/21-sæsoenen Ishøj IF, hvor han efter 99 kampe indstillede karrieren ved udgangen af 2023-24 sæsonen.

### Landsholdskarriere
Han har spillet 17 kampe og scoret et enkelt mål for forskellige danske ungdomslandshold.

## Film
Saban Özdogan har desuden medvirket i den danske film Af banen som Hakan.